# Château de Poussignol

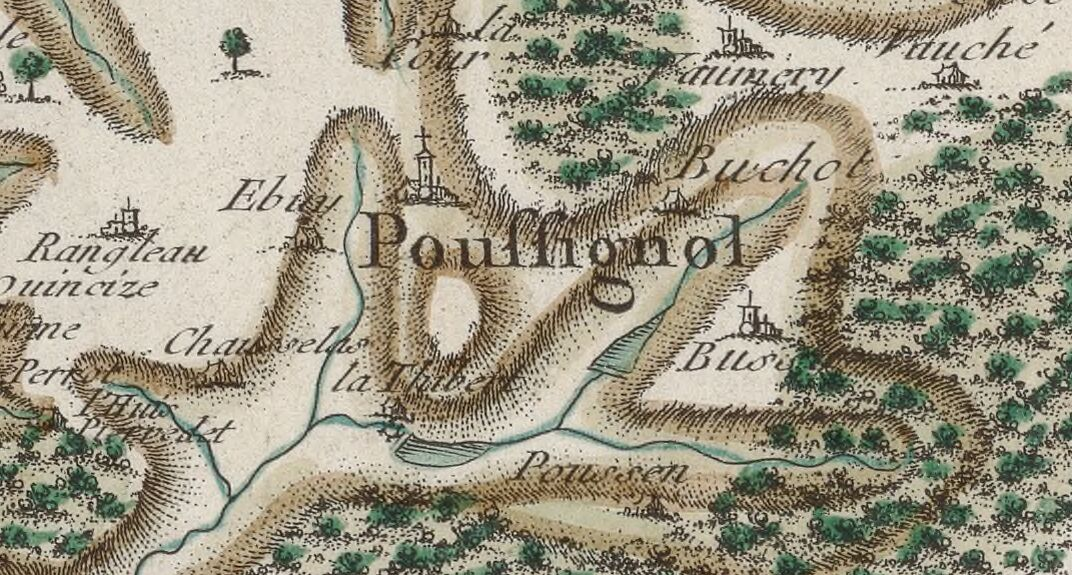
Le fief de Poussignol sur la carte de Cassini.

Le château de Poussignol  est un édifice situé à Blismes (France).

## Localisation
Le château est situé sur le territoire de la commune de Blismes, dans le département de la Nièvre en région Bourgogne-Franche-Comté.

## Description
Le château de Poussignol présente un bâtiment de forme rectangulaire avec deux étages carrés et un étage de combles, flanqué de deux pavillons à toits en croupe à arêtiers et noues, dont l'un est prolongé par une tour octogonale dont la poivrière est ouverte de quatre lucarnes en bois.
Il possède des dépendances, couvertes en tuiles plates, un pigeonnier et une glacière.
Sur l'emplacement du chœur de l'église paroissiale Saint-Franchy de Poussignol a été reconstruite la chapelle du château dans le troisième quart du XIXe siècle dans le style roman. Ainsi, sous la chapelle, se trouve une crypte renfermant un autel, vestige de l'église. Les vitraux de la chapelle sont l'œuvre du maître-verrier Julien-Léopold Lobin. Les murs intérieurs sont richement peints.

## Histoire

### Le fief de Poussignol
La combinaison de la terminaison gallo-romane -inius avec le suffixe celte -acum donne -iniacu, devenu -igny, -ignac, -ignol, marquant un peuplement de langue celtique.
Les noms successifs attestés de Poussignol, à l'écrit, sont Pousignetum (1286), Poussignetum (1287), Poissenetum (1331, dans le censier du chapitre de Nevers), Possignot (1442), Poussignot (1477), Cura de Possignoto (1478 dans le pouillé de Nevers), Possignol (1577), Possignel (1648 dans le pouillé de Nevers), Poussignol (depuis 1760).

### Le château

Blason des seigneurs de Champdiou.

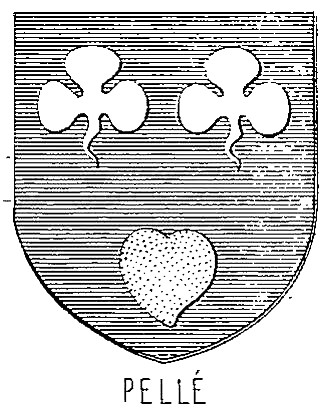
Blason de la famille Pellé de Champigny.

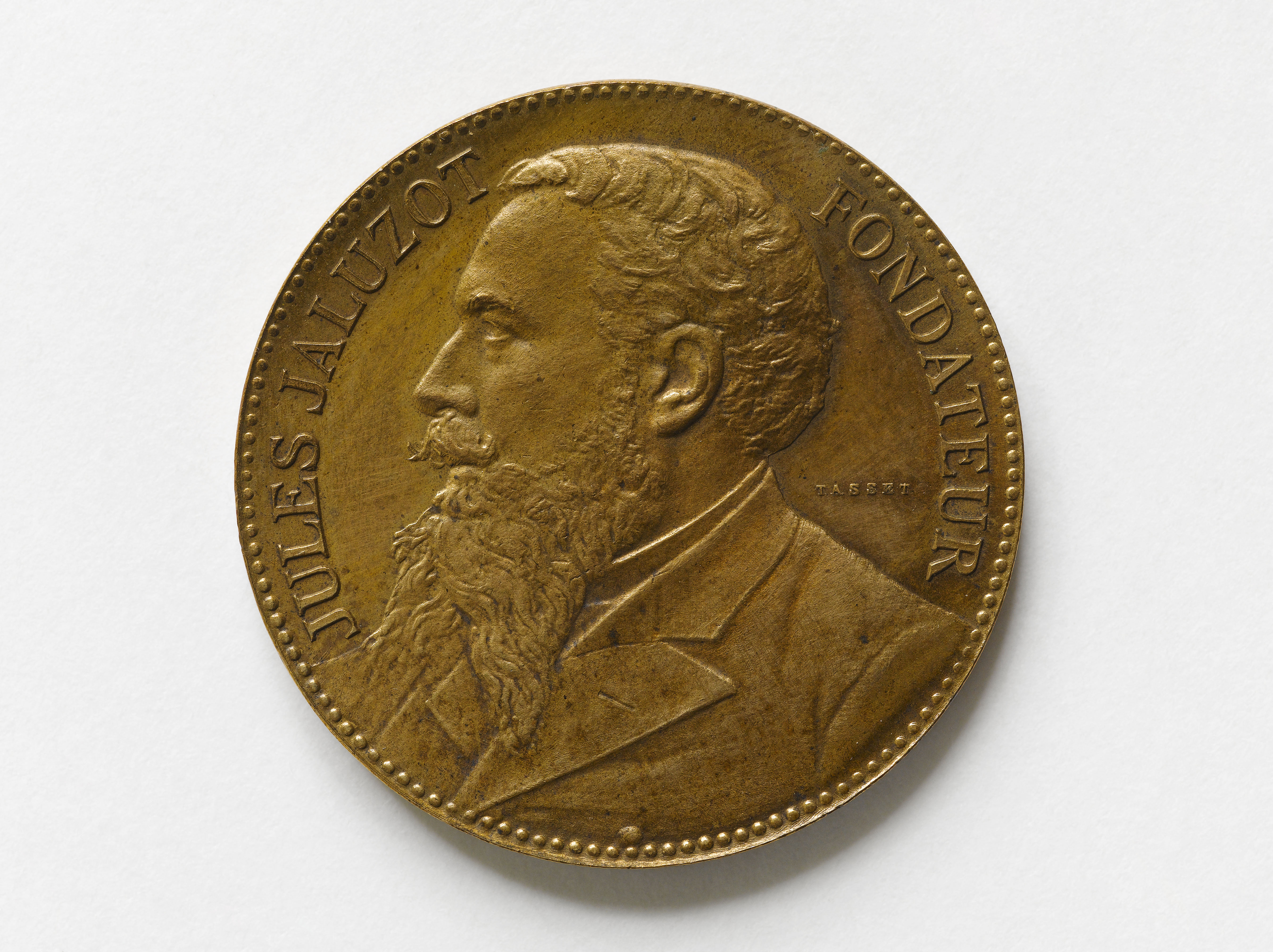
Profil de Jules Jaluzot.

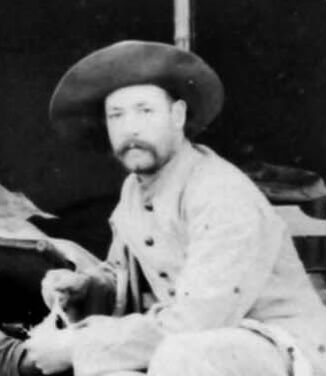
Portrait de Joseph Chanel.

De l'édifice médiéval, il ne reste que le plan et la tour ronde du pigeonnier. La famille Poussains est mentionné comme possédant ce fief en toute justice en 1339. Le bâtiment n'est alors qu'une maison forte. D'autres archives citent « la motte de Poussains, les foussés environnants » en 1352 et « sa maison, motte et fossés » en 1396. Puis d'autres propriétaires se succédèrent, notamment Jean de Champdiou en 1453, Claude Richou, avocat en parlement en 1669.
Au début du XVIIIe siècle, le sieur de Poussignol est Claude-Jacques de Ravisy. Sébastien Pellé de Chausse, conseiller du roi en l'élection de Château-Chinon à partir de 1778 puis président du district, est le propriétaire en 1779. Il fut le maire de Château-Chinon sous le Consulat. Puis ses deux fils héritèrent Poussignol : Jean-Sébastien Pellé de Poussignol (beau-père de Pierre Alexandre Godard-Poussignol qui prit de son épouse le nom de Poussignol) et Pierre Pellé de Champigny. En 1806, Pierre Pellé de Champigny a un équipage de chasse à courre composé de 25 griffons nivernais. Sous le Second Empire, c'est son fils l'agronome Ernest Pellé de Champigny qui possède le domaine,. À partir de 1838, il monte un équipage de chasse à courre pour le loup et le sanglier et il est le lieutenant de louveterie de l'arrondissement de Château-Chinon de 1840 à 1883. L'équipage de Poussignol est alors composé de 40 chiens, des anglo-normands et des anglo-vendéens. Des boutons de l'équipage de Poussignol sont conservés au musée de la vénerie de Senlis. Ernest de Champigny élève également des chevaux carrossiers et de chasse. Il est en outre nommé maire de Poussignol-Blismes en 1874.
Le domaine est acquis en 1894 par Jules Jaluzot, député et fondateur des Magasins du Printemps. À la suite de la faillite de Jaluzot, l'ensemble de ses biens sont liquidés aux enchères en 1905 ; le château et les terres de Poussignol sont adjugés à Joseph Chanel, explorateur et avocat à la cour d'appel de Paris, pour 337 000 francs. Ses descendants s'en défont au début du XXIe siècle. Au temps des Chanel, un moulin et une scierie sont en activité au sein du domaine.
Dans la nuit du 24 novembre 1922, un incendie qui se déclare dans la lingerie au deuxième étage emporte la toiture et l'escalier qui se trouvait dans la tour. Tous les murs restent debout, presque tous les planchers sont intacts, mais la riche collection d'art que Joseph Chanel avait rapportée de ses voyages, d'une valeur de deux millions de francs, est détruite,. Les travaux de restauration, entrepris immédiatement, sont l'occasion de rehausser le plafond du deuxième étage, où logent les domestiques, pour en faire des pièces aux standards de la vie moderne. De même la charpente est surélevée : la faîtière culmine à plus de 5 mètres au-dessus du plancher relevé, augmentant singulièrement la nouvelle hauteur du château ; les pentes ainsi accrues pour augmenter le volume des combles doivent alors recevoir une couverture d'ardoises en remplacement des tuiles plates qu'accueillait la charpente du XVIIe siècle. L'escalier n'est entièrement reconstruit qu'en 2024.